# Дерван, Питер
Питер Дерван (Peter B. Dervan; род. 28 июня 1945, Бостон, Массачусетс) — американский химик, химик-органик, специалист в области биоорганической химии.
Член Американского философского общества (2002), Национальных Академии наук (1986) и Медицинской академии США, Германской АН Леопольдины, иностранный член Французской АН.
Профессор Калтеха.
Удостоен Национальной научной медали (2006).
Окончил Бостонский колледж (бакалавр, 1967). Занимался в Йельском университете у Jerome A. Berson и в 1972 году получил там степень доктора философии по химии. В 1973 году постдок в Стэнфорде и с того же года — в Калтехе: первоначально ассистент-профессор, с 1979 года ассоциированный профессор, с 1982 года профессор химии, именной (Bren Professor) с 1988 года; в 1994—1999 годах заведовал дивизионом химии и химической инженерии; в 2011—2012 годах вице-президент. Член Американской академии искусств и наук, фелло Американской ассоциации содействия развитию науки (2017). Подготовил многих учеников. В 1987 году научный соучредитель компании Gilead Sciences. С 1998 года являлся директором Beckman Coulter. С 2008 года попечитель Йельского университета.
Супруг Жаклин Бартон.

## Награды и отличия
- ACS Nobel Laureate Signature Award for Graduate Education in Chemistry (1985)
- Harrison Howe Award, Рочестерская секция Американского химического общества (1988)
- Премия имени Артура Коупа, Американское химическое общество (1993)
- Премия Уилларда Гиббса (1993)
- William H. Nichols Medal[англ.] (1994)
- Maison de la Chimie Foundation Prize (1996)
- Remsen Award (1998)
- Kirkwood Medal (1998)
- Alfred Bader Award (1999)
- Max Tishler Prize (1999)
- Премия Лайнуса Полинга (1999)
- Tolman Award[англ.] (1999)
- Tetrahedron Prize[англ.] (2000)
- Премия Харви (2002)
- Ronald Breslow Award (2005)
- Wilbur Cross Medal[англ.] (2005)
- Национальная научная медаль (2006)
- Frank H. Westheimer Medal (2009)
- ACS Chemical Biology Lectureship[англ.] (2014)
- Prelog-Medaille[нем.] (2015)
- Медаль Пристли (2022)

Почётный доктор Бостонского колледжа (1997) и Висконсинского университета в Мадисоне (2015).